# 富平県 (遼寧省)
富平県（ふへい-けん）は中華人民共和国遼寧省にかつて存在した県。現在の凌海市東部に相当する。
南北朝時代、北魏により設置され、隋初開皇初年に廃止された。